# Emmanuel III Delly
Emmanuel III Delly (1927 - 2014) là một Hồng y người Iraq của Giáo hội Công giáo Rôma. Ông nguyên là Thượng phụ Tòa Babylon thuộc Giáo hội nghi lễ Chaldeans, Chủ tịch Hội đồng Giáo hội Chaldeans và Chủ tịch Hội đồng Giám mục Công giáo Iraq. Ông cũng là một nghị phụ tham dự giai đoạn hai và bốn của Công đồng Vaticanô II.

## Tiểu sử
Hồng y Delly sinh ngày 6 tháng 10 năm 1927 tại Telkaif, Iraq. Sau quá trình tu học dài hạn tại các cơ sở chủng viện, ngày 21 tháng 12 năm 1952, Phó tế Delly tiến tới việc được truyền chức linh mục. Tân linh mục là thành viên linh mục đoàn Giáo phận Mossul, thuộc nghi lễ Chaldean.
Ngày 7 tháng 12 năm 1962, linh mục Delly được chọn làm Giám mục Phụ tá Tòa Babylon của Giáo hội nghi lễ Chaldeans. Việc tuyển chọn được giáo hội Công giáo Rôma tái xác nhận vào ngày 26 tháng 12 cùng năm. Lễ tấn phong cho tân giám mục được cử hành sau đ1o vào ngày 19 tháng 4 năm 1963, được cử hành trọng thể với phần nghi thức truyền chức từ chủ phong và ba phụ phong: Chủ phong là Thượng phụ Paul II Cheikho, Thượng phụ Tòa Babylon; Ba phụ phong gồm có Giám mục Raphaël I Bidawid, Giám mục chính tòa Giáo phận Amadiyah, nghi lễ Chaldeans; Tổng giám mục Armand-Etienne M. Blanquet du Chayla, O.C.D., Tổng giám mục Tổng giáo phận Baghdad, từ Giáo hội Công giáo Rôma (nghi lễ La tinh) và Tổng giám mục Athanase Jean Daniel Bakose, Tổng giám mục Tổng giáo phận Baghdad, thuộc nghi lễ Syria. Tân giám mục chọn cho mình khẩu hiệu:Jesus Christus heri et hodie. Giám mục Delly đã tham dự Công đồng Vaticanô trong giai đoạn hai và bốn của Công đồng.
Ngày 6 tháng 5 năm 1967, ông được thăng hàm Tổng giám mục Hiệu tòa Kaškar (Kaskar dei Caldie). Năm 1997, ông về làm Giám mục thuộc Giáo triều của Giáo hội Chaldeans, tại Tòa Babylon. Ngày 24 tháng 10 năm 2002, ông từ nhiệm khỏi vị trí này. Bất ngờ, ngày 3 tháng 12 năm 2003, Giáo hội Chaldeans họp, nhất trí chọn ông làm Thượng phụ Tòa Babylon, kiêm Tổng giám mục chính tòa Tổng giáo phận Baghdad (thuộc Chaldeans). Phía Giáo hội Công giáo Rôma nhanh chóng xác nhận tin này. Cũng từ ngày này, ông còn đảm nhận thêm hai chức danh Chủ tịch Hội đồng Giáo hội Chaldeans và Chủ tịch hội đồng Giám mục Iraq.
Ngày 24 tháng 11 năm 2007, Giáo hoàng Biển Đức thăng Thượng phụ Delly lên tước vị Hồng y Đẳng Thượng phụ. Tháng 1 năm 2009, ông cùng giám mục đoàn đi thực hiện viếng thăm Ad Limina. Ngày 19 tháng 12 năm 2012, ông từ nhiệm khỏi các vị trí. Ngày 8 tháng 4 năm 2014, ông qua đời, thọ 87 tuổi.